# سباق الدراجات الهوائية في دورة الألعاب العربية 1997
دورة الألعاب العربية الثامنة حدثت وقائعها في العاصمة اللبنانية بيروت سنة 1997 وذلك للفترة من 12 يوليو ولغاية 27 يوليو. 

## النتائج الكاملة
| Event            | ذهبية                                                        | فضية                                                                       | برونزية                                                  |
| ---------------- | ------------------------------------------------------------ | -------------------------------------------------------------------------- | -------------------------------------------------------- |
| سباق الفردي رجال | محمد عبد الفتاح (مصر)                                        | نور الدين حوشين (الجزائر)                                                  | حسني فاضل (مصر)                                          |
| سباق الفرق رجال  | مصر - عمرو الفادي - خالد سعد - السيد خليفي - محمد عبد الفتاح | الجزائر - نور الدين حوشين - حكيم حمزة - منير عاين غرزال - عمر سليمان زيتون | سوريا - الحكم مختار - محمد خضر - محمود كاتبي - سدمر مرشد |